# Tigurinos

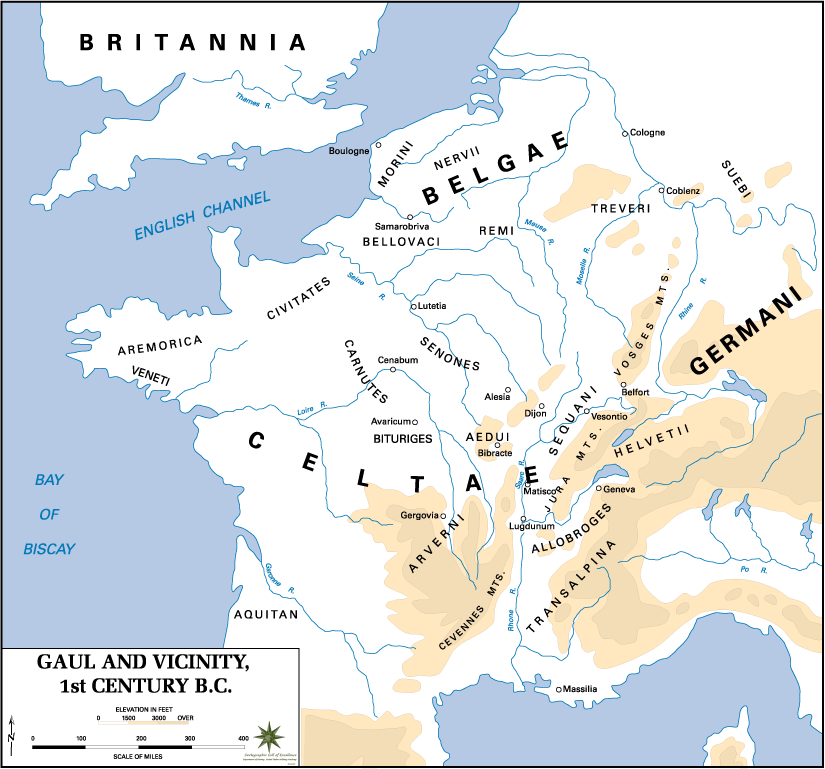
Os Tigurinos eram um pagus dos Helvécios.

Os Tigurinos eram um pagus (clã ou tribo) dos Helvécios. Eles cruzaram o Reno junto aos Helvécios para invadir a Gália em 109 a.C.. Eles rumaram para o sul, em direção a região romana de Provença em 107 a.C. e derrotaram o exército romano sob o comando de Lúcio Cássio Longino próximo a  Agen.
Após 103 a.C., os Tigurinos se estabeleceram ao norte do Lago Léman na cordilheira do Jura.
Em 58 a.C., desejando se estabelecer nas ricas terras dos santões, os Tigurinos e os Helvécios enfrentaram os exércitos de Júlio César, mas foram derrotados e massacrados na Batalha de Arar e na Batalha de Bibracte, alegadamente deixando 228,000 mortos. Essas batalhas foram os eventos iniciais da Guerra das Gálias (58 a 49 a.C).
Em Zurique, Calvino escreveu o Consensus Tigurinus em 1549.
O fundidor suiço do século XVII Jean-Jacques Keller, a serviço da Coroa Francesa, marcava seus trabalhos com "Kelleri Tiguro" ("De Keller o Tigurino").

## Notes
1. ↑  The Celtic Encyclopedia por Harry Mountain p.231  p.180
2. 1 2 3 4  Mountain p.231
3. ↑  The Celts por Dáithí Ó hÓgáin p.143
4. ↑  A history of Christian doctrine William Greenough Thayer Shedd p.467

- Este artigo foi inicialmente traduzido, total ou parcialmente, do artigo da Wikipédia em inglês cujo título é «Tigurini», especificamente desta versão.